# ۱۹۹۹ (فیلم)
«۱۹۹۹» (به انگلیسی: 1999) فیلمی در ژانر درام است که در سال ۲۰۰۹ منتشر شد.